# Valthe
Valthe (52° 51′ N, 6° 54′ L) é uma cidade dos Países Baixos, na província de Drente. Valthe pertence ao município de Borger-Odoorn, e está situada a 8 km, a norte de Emmen.
Em 2001, a cidade de Valthe tinha 829 habitantes. A área urbana da cidade é de 0.30 km², e tem 313 residências.
A área de Valthe, que também inclui as partes periféricas da cidade, bem como a zona rural circundante, tem uma população estimada em 1240 habitantes.